# Vinzenz Höck
Vinzenz Höck (né le 6 mars 1996 à Salzbourg) est un gymnaste autrichien.

## Carrière
Vinzenz Höck est médaillé d'or aux anneaux en junior aux Championnats d'Europe de gymnastique artistique masculine 2014 à Sofia.
Il est médaillé d'argent aux anneaux à l'Universiade d'été de 2019 à Naples et aux Championnats d'Europe de gymnastique artistique masculine 2020 à Mersin.